# 国鉄タキ5900形貨車
国鉄タキ5900形貨車（こくてつタキ5900がたかしゃ）は、かつて日本国有鉄道（国鉄）及び1987年（昭和62年）4月の国鉄分割民営化後は日本貨物鉄道（JR貨物）に在籍した私有貨車（タンク車）である。
本形式と同一の専用種別であるタム1850形についても本項目で解説する。

## タム1850形
1956年（昭和31年）12月22日から1957年（昭和32年）4月24日にかけてタ2400形より3両（タ2401、タ2400、タ2402→タム1850 - タム1852）の専用種別変更（クレオソート→クロルスルホン酸）が三菱重工業にて行われ形式名は新形式であるタム1850形とされた。
1958年（昭和33年）4月14日にタ1000形より1両（タ1045→タム1853）の専用種別変更（ベンゾール→クロルスルホン酸）が行われ本形式に編入された。以上4両がタム1850形として運用された。
本形式の他にクロルスルホン酸を専用種別とする形式には、タキ5900形（9両、後述）の1形式のみである。
所有者は三菱化成工業の1社のみであり、その常備駅は鹿児島本線の黒崎駅である。
車体色は黒、寸法関係は全長は7,600mm、全幅は2,432mm、全高は3,340mm、軸距は3,800mm、実容積は8.8m3、自重は9.5t、換算両数は積車2.4、空車0.8である。
1987年（昭和62年）4月の国鉄分割民営化時には1両（タム1853）の車籍がJR貨物に承継されたが、1989年（平成元年）10月に廃車となり同時に形式消滅となった。

## タキ5900形
タキ5900形は、クロルスルホン酸専用の35t積タンク車として1963年（昭和38年）10月10日から1971年（昭和46年）4月3日にかけて6ロット9両（コタキ5900 - コタキ5908）が富士重工業（1両）、新三菱重工業（1両）、日立製作所（7両）の3社で製作された。
記号番号表記は特殊標記符号「コ」（全長 12 m 以下）を前置し「コタキ」と標記する。
所有者は日産化学工業、三菱化成工業（その後三菱化学へ社名変更）の2社であり、それぞれの常備駅は高山本線の速星駅、福岡県の黒崎駅である。
1979年（昭和54年）10月より化成品分類番号「侵（禁水）84」（侵食性の物質、水と反応する物質、腐食性物質、禁水指定のもの）が標記された。
タンク体はステンレス鋼（SUS27、現在のSUS304）製のドーム付き直円筒型であり、荷役方式はタンク上部 マンホール蓋にある積込口または液出入管からの上入れ、液出入管または液出管と空気管使用による上出し方式である。
車体色は銀（ステンレス地色）、寸法関係は全長は10,700mm、全幅は2,400mm、全高は3,553mm、台車中心間距離は6,600mm、実容積は20.0m3、自重は13.7t - 14.7t、換算両数は積車5.0、空車1.4であり、台車はベッテンドルフ式のTR41Cである。
1987年（昭和62年）4月の国鉄分割民営化時には全車の車籍がJR貨物に承継され、1995年（平成7年）度末時点では全車健在であったが、2002年（平成14年）6月に最後まで在籍した2両（コタキ5907・コタキ5908）が廃車となり同時に形式消滅となった。

### 年度別製造数
各年度による製造会社と両数、所有者（落成時の社名）は次のとおりである。
- 昭和38年度 - 2両
  - 富士重工業 1両 日産化学工業（コタキ5900）
  - 新三菱重工業 1両 三菱化成工業（コタキ5901）
- 昭和43年度 - 4両
  - 日立製作所 4両 日産化学工業（コタキ5902 - コタキ5905）
- 昭和44年度 - 1両
  - 日立製作所 1両 日産化学工業（コタキ5906）
- 昭和45年度 - 1両
  - 日立製作所 1両 日産化学工業（コタキ5907）
- 昭和46年度 - 1両
  - 日立製作所 1両 日産化学工業（コタキ5908）